# Alessandro Russo
Alessandro Russo (Roma, 21 febbraio 1957) è un chitarrista, violinista, compositore jazz italiano.

## Biografia
Nasce a Roma da madre greca e da padre siciliano, inizia a suonare la chitarra intorno ai quindici anni, le sue prime esperienze musicali sono nell'ambito della musica rock e blues, soprattutto nel segno di Jimi Hendrix.
Attorno al 1980 si avvicina al jazz dopo aver scoperto la musica di Django Reinhardt che sarà fondamentale per la sua evoluzione artistica.
Nel 1985 si trasferisce in Francia dove suona swing e bal musette.
Nel 1987 torna in Italia e fonda con Jacopo Benci il gruppo Le Quintette, che diverrà nel 1988 Les Hot Swing, quartetto ispirato al Quintette du Hot Club de France dello stesso Reinhardt.
All'inizio degli anni novanta, Alessandro Russo e Jacopo Benci affiancano a Les Hot Swing un gruppo rock: gli Electric Pudding, in cui suonano principalmente brani originali dei due leader con la partecipazione di vari strumentisti.
Nel 1994 si trasferisce in Germania e dopo aver collaborato con diversi musicisti tedeschi si inserisce nel gruppo inglese Olé insieme a Paul Morocco. Compie per un triennio tournée in Europa e in Asia nel ruolo di chitarrista e attore.
Nel 1996 compone ed esegue due brani per l'Antologia della Chitarra Jazz in Italia, raccolta nella quale compare fra gli altri un brano composto ed eseguito da Franco Cerri.
Nel 1999 entra a far parte di The Original No Smoking Jazz Band che ospita in due brani Renzo Arbore e Gigi Proietti.
Pur continuando l'attività con Les Hot Swing, nel 2000 Alessandro Russo fonda la Alessandro Russo Band, dal 2012 ARB Trio, gruppo con il quale approda alla sperimentazione di nuovi linguaggi, evocativi sia del suo passato musicale che delle sue origini.
Nel 2003 viene chiamato a collaborare con le Boop Sisters per esibizioni dal vivo e per la realizzazione del loro primo album. Nel 2004 con la storica formazione de Les Hot Swing incide un nuovo album composto in prevalenza da brani originali.
Nel 2006 Alessandro Russo, già membro del gruppo, pubblica con I Circolabili un album di brani originali. Nello stesso anno collabora nuovamente con le Boop Sisters nel secondo album della formazione.
Nel 2008 torna a omaggiare Django Reinhardt con il quartetto acustico Scaramanouche pubblicando un album di brani originali. Nel 2010, in occasione del trentesimo anniversario dell'elezione di Marguerite Yourcenar ad Accademica di Francia, in seno a un progetto letterario di Maria Luisa Spaziani, Alessandro Russo compone e interpreta il commento musicale al video La certezza di esistere, Memorie di Adriano.
Nel 2012 partecipa alla realizzazione del dvd live di Francesca Ciommei con numerosi artisti. Nel 2014 realizza con ARB Trio l'album Egeo, interamente composto di brani originali.

## Discografia
- 1989: Les Hot Swing (New Sound Planet / Hi, Folks!, LP e CD; ristampato nel 2003 in CD con l'aggiunta di un brano)
- 1996: AAVV Antologia della chitarra jazz in Italia (Buscemi Record, Milano)
- 1999: The Original No Smoking Jazz Band, One more time (Blue Tomato, Roma)
- 2003: Boop Sisters, Boop! (Roma)
- 2004: Les Hot Swing, Swingarsela (Geva)
- 2006: I Circolabili, Accordo Ricordo (Helikonia, Roma)
- 2006: Boop Sisters, Bibidi bobidi boop! (Alfamusic, Roma)
- 2008: Scaramanouche, Swing da camera (Roma)
- 2012: Francesca Ciommei Jazz 4et... &Friends, The Sunny Side of the Street (Live at Gregory's Jazz Club, Roma)
- 2014: Arb Trio, Egeo (ARB Records)